# Mali Levi
Mali Levi, född 23 maj 1980 i Mevasseret Ẕiyyon, Israel, är en israelisk fotomodell. Hon är gift med fotbollsproffset Shimon Gershon och har släppt ett musikalbum tillsammans med sin make och hans bror Savi Gershon.